# Policía estatal de Aguascalientes
La Policía Estatal de Aguascalientes es una dependencia de la administración pública estatal centralizada, cuyo objeto es formular y ejecutar programas y acciones para garantizar la seguridad en el estado y de sus habitantes; coadyuvar con la prevención del delito, organizar y dirigir bajo su mando a la Policía del Estado. Opera a través de la Instituto Estatal de Seguridad Pública de Aguascalientes.

## Dirección
El 8 de junio del 2018 el oficial Porfirio Javier Sánchez Mendoza, asumió la dirección del SSP de Aguascalientes.Porfirio Javier Sánchez Mendoza (ya finado)
, como parte de su experiencia, en 2007 perteneció a las Fuerzas de la Policía Federal y durante ese mismo año formó parte de la Unidad de Inteligencia de la Agencia Federal de Investigación (AFI). En 2013, se desempeñó como coordinador de Investigación Técnica y Operación, y más tarde fue comisario jefe de la Policía Federal.